# Fotoprocházka

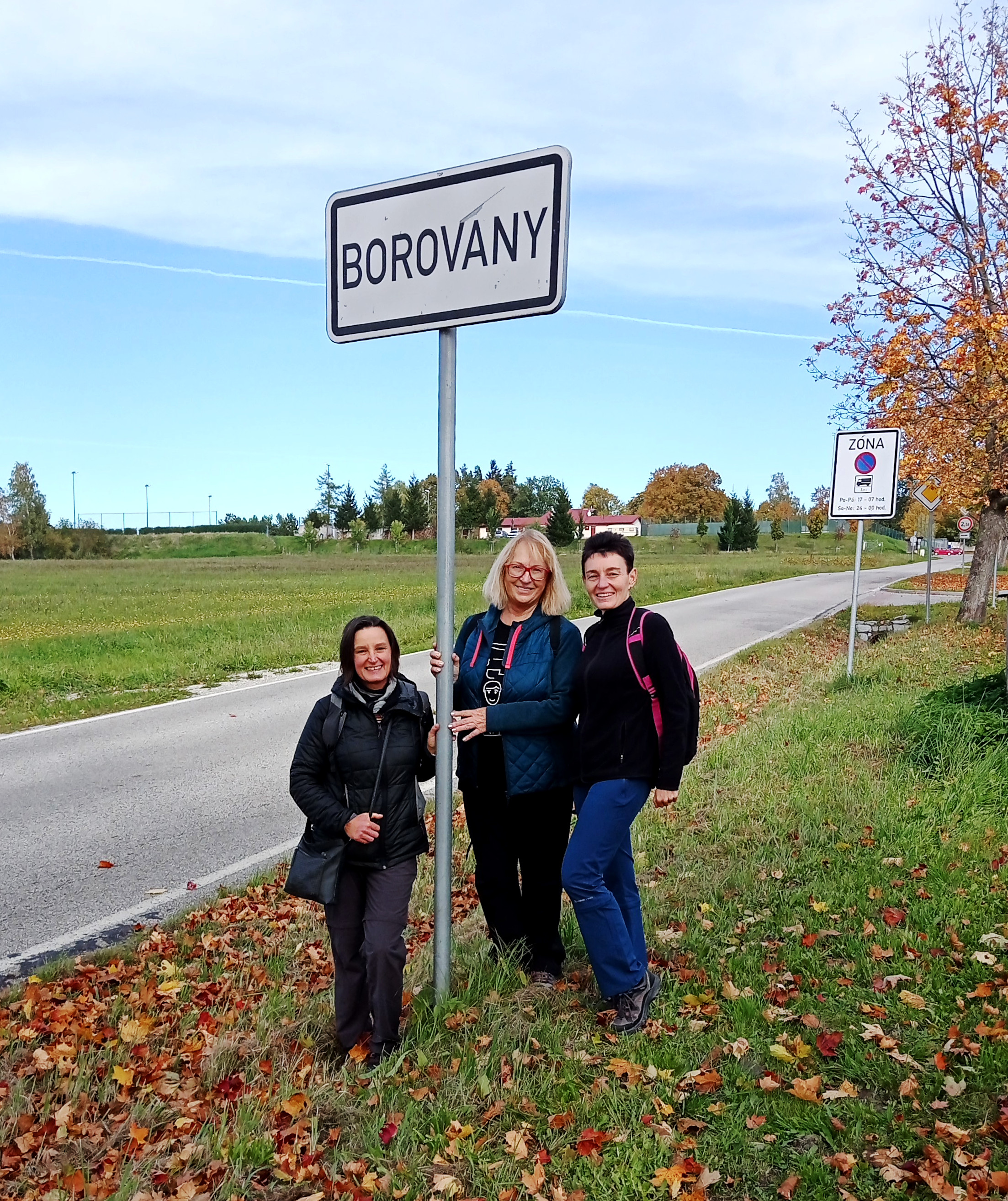
Wikipedistky během společné fotoprocházky

Fotoprocházka je společná aktivita fotografických nadšenců, kteří se sejdou, aby se s fotoaparátem spolu prošli za účelem fotografovat objekty, které je zajímají.

## Historie
Činnost procházek a fotografování se skupinou dalších fotografů je stará více než 100 let. Prvním známým příkladem fotografických klubů je The Camera Club of New York, založený v roce 1884. V roce 1900 uvedla společnost Eastman Kodak Company z New Yorku na trh fotoaparát Brownie, který se prodával za 1 dolar a umožnil dát fotografii do rukou běžného spotřebitele. Jak se fotografie stávala součástí každodenního života, fotografické kluby se šířily po celém světě a tuto vznikající technologii podpořily.
Aktivitu někdy organizují fotografické kluby, jindy se sejdou přes skupiny sociálních sítí nebo na sponzorované akci komerčních organizací či fotografů. Pod názvem fotoprocházka se v médiích rovněž objevují články věnované jednomu tématu s bohatou fotografickou dokumentací.

## Témata
Skupinové fotografování může sloužit k rozšíření znalostí v oboru v rámci všeobecně vzdělávacích akcí pro veřejnost, ale samozřejmě i ve školách nebo v seniorských klubech. Mezi témata fotoprocházek může patřít dokumentace architektury, přírody nebo místních událostí, například folklórních, kulturních nebo sportovních, zaměřovat se mohou také na konkrétní roční období (podzim, jaro) či část dne (např. večerní či noční focení).

### V projektech Wikimedia
V projektech Wikimedia ČR se společné fotografování objevuje celkem brzy. Od roku 2009 se organizovaly fotoworkshopy a v letech 2011–2021 se individuální i skupinové fotografické akce často konaly v rámci projektu Mediagrant, vedle něhož se od roku 2018 rozvíjel projekt Fotíme Česko. Ten je silně provázán s Wikidaty, jež umožňují snadnější přehled a organizaci ohledně dosud nezdokumentovaných míst na mapě Česka, využívaných například pro akce WikiMěsto nebo Wikiexpedice. Z témat Mediagrantu se ještě v roce 2022 nahrávaly fotografie pouze jednoho z nich, a to Foto českých obcí, protože některým českým sídlům svobodné fotografie na Wikimedia Commons stále chybí. Taková místa lze vyhledat například díky nástrojům Wikinity a WikiShootMe.

## Sociální a kulturní implikace
Protože je fotoprocházka tak úzce spjata se sociálním aspektem skupinové fotografie, může mít i jiné výhody než jen cvičení a fotografování. V některých situacích může být například jistota ve větším počtu účastníků a samotný zážitek z focení může být příjemnější ve skupině. Bez dobré organizace se však aktivita může vymknout kontrole, což může vyvolat akci policie.